# ГЕС Санту-Антоніу
ГЕС Санту-Антоніу — гідроелектростанція на південному заході Бразилії, у штаті Рондонія. Знаходячись після ГЕС Jirau, становить нижній ступінь у каскаді на річці Мадейра, що є найбільшою правою притокою Амазонки та другою за довжиною річкою в Південній Америці.
У межах проекту річку перекрили греблею максимальною висотою 44,5 метра та довжиною понад 2,5 км. Вона включає два машинні зали (біля лівого берегу та по центру), основний (між машинними залами) та допоміжний (біля правого берегу) водоскиди, а також ряд інших конструкційних елементів. Основна частина цієї споруди виконана зі звичайного або ущільненого котком бетону, для чого витратили 2,2 млн м2 матеріалу. Крім того, існує ділянка земляної/кам'яно-накидної греблі, яка потребувала 3,54 млн м3 породи (в тому числі 3,1 млн м3 скельних матеріалів).
Разом ці споруди утримують водосховище з площею поверхні 546 км2, периметром 1071 км та об'ємом 2888 млн м3, рівень якого під час нормальної операційної діяльності повинен коливатись у невеликому діапазоні між позначками 70,5 та 71,3 метра НРМ. Враховуючи надзвичайну водність Мадейри, водоскиди забезпечують пропуск до 84 тис. м3/с. Для забезпечення подачі / наступного відведення води до/від основних споруд станції у руслі річки провели масштабні роботи з екскавації обсягом понад 51 млн м3 (в тому числі виїмку 16,6 млн м3 скельних порід).
Основне обладнання станції становлять п'ятдесят гідроагрегатів із бульбовими турбінами, 26 з яких мають потужність по 69,59 МВт, а ще 24 видають по 73,29 МВт. При напорі у 13,9 метра вони повинні забезпечувати річне виробництво понад 21 млрд кВт-год електроенергії.
Видача основної частини продукції відбувається по ЛЕП, розрахованій на роботу під напругою 600 кВ. Враховуючи розташування станції у малозаселеній Амазонії, для досягнення районів споживання необхідно подолати понад 2000 км. Можливо також відзначити, що шість із п'ятдесяти турбін ГЕС виділено для енергопостачання штату Рондонія, для чого використовується ЛЕП напругою 230 кВ.
Проект реалізували через компанію Santo Antônio Energia SA (SAESA), що перебуває у власності Furnas (39 %), Caixa Fundo de Investimentos em Participações Amazônia Energia (20 %), Odebrecht Energia do Brasil (18,6 %), SAAG Investimentos (12,4 %) та Cemig Generation and Transmission (10 %).